# Saabi
Saabi (en árabe: أشعابي‎, en francés: Chaabi) es una localidad marroquí perteneciente al municipio de Dar el Quebdani, en la región Oriental. Desde 1912 hasta 1956 perteneció a la zona norte del Protectorado español de Marruecos.